# みれん (五木ひろしの曲)
『みれん』は、1974年10月に発売された五木ひろしのシングルである。

## 収録曲
- 両楽曲共に、作詞：山口洋子／作曲：平尾昌晃／編曲：竜崎孝路

1. みれん（3分12秒）
2. 恋人（3分00秒）